# Niederberg (Erftstadt)
Niederberg ist der südlichste und zweitkleinste Stadtteil von Erftstadt im Rhein-Erft-Kreis in Nordrhein-Westfalen.

## Lage
Niederberg liegt am rechten Ufer des Rotbachs. Im Osten führt die A 1 in einem km am Ort vorbei und weitere zwei km weiter die Erft. Das Autobahnkreuz Bliesheim mit der A 61 liegt etwa vier km nordöstlich. Auffahrten sind nicht weit entfernt bei Weilerswist (A 61) oder Euskirchen (A 1). Der Ort liegt im Einzugsbereich von Köln (20 km nordöstlich) und Bonn (35 km südöstlich).

## Geschichte

### Römische Zeit
Die Gegend um Niederberg war bereits in römischer Zeit besiedelt. Römische Gräber, Grabbeigaben, auch Töpferöfen im Rotbachtal, in denen Tongeschirr für Militär und Zivilbevölkerung gebrannt wurde, sowie die Reste einer Villa rustica belegen die römische Siedlung. Ein 2005 gefundener Weihestein aus Drachenfelstrachyt stammt aus dem 2. bis 3. Jahrhundert. Basis, Sockel und Sockelabschluss sind erhalten. Der Sockel ist von beiden Seiten fast gleichlautend beschriftet. Nach der unvollständig erhaltenen Inschrift hat ein C. Gaspena Sianius Cassius in Erfüllung eines Gelübdes diesen Stein setzen lassen. Der Aufsatz und die Statuette einer Gottheit sowie ihr Name fehlen.

### Mittelalter

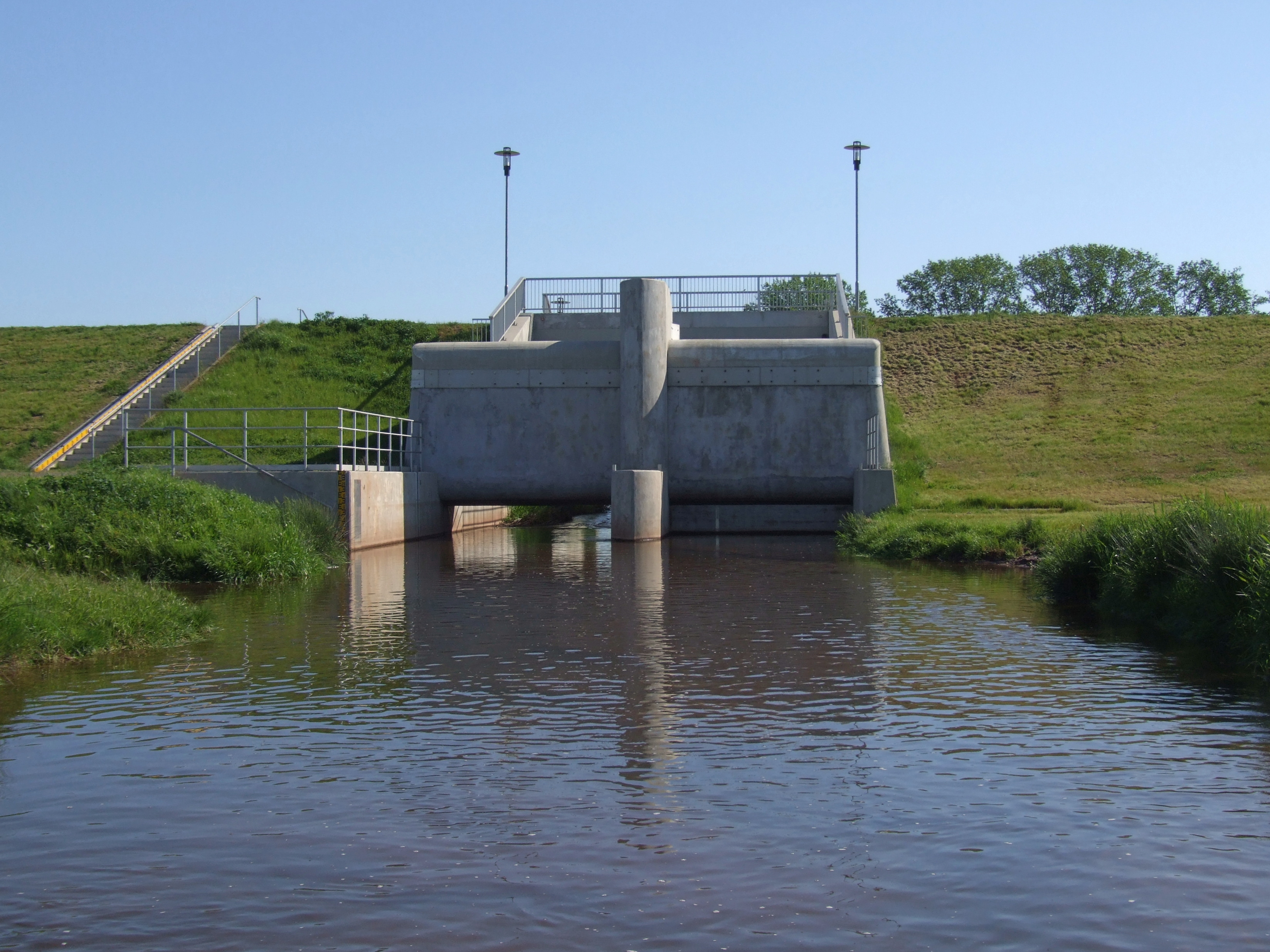
Hochwasserrückhaltebecken

Über die folgenden Jahrhunderte mit vielen Veränderungen ist nichts bekannt. Sehr wahrscheinlich gehörte Niederberg zur Villikation Friesheim, die Graf Emundus um 830 der Kölner Kirche schenkte und die bei der Güterteilung zwischen Erzbischof Gunthar und den Domkanonikern 866 an die Domkanoniker gefallen war. Im Jahre 2005 entdeckte man bei der Anlage des Hochwasserrückhaltebeckens im Rotbachtal bei Niederberg die Reste zweier Wassermühlen (Getreidemühlen) aus karolingischer Zeit. Dendrochronologische Untersuchungen ergaben, dass die Hölzer für die Mühlen um 816 und im Winter 832 geschlagen wurden. Sie gelten als die ältesten nachgewiesenen Wassermühlen im Rheinland.

### Besitzer und Verwaltung

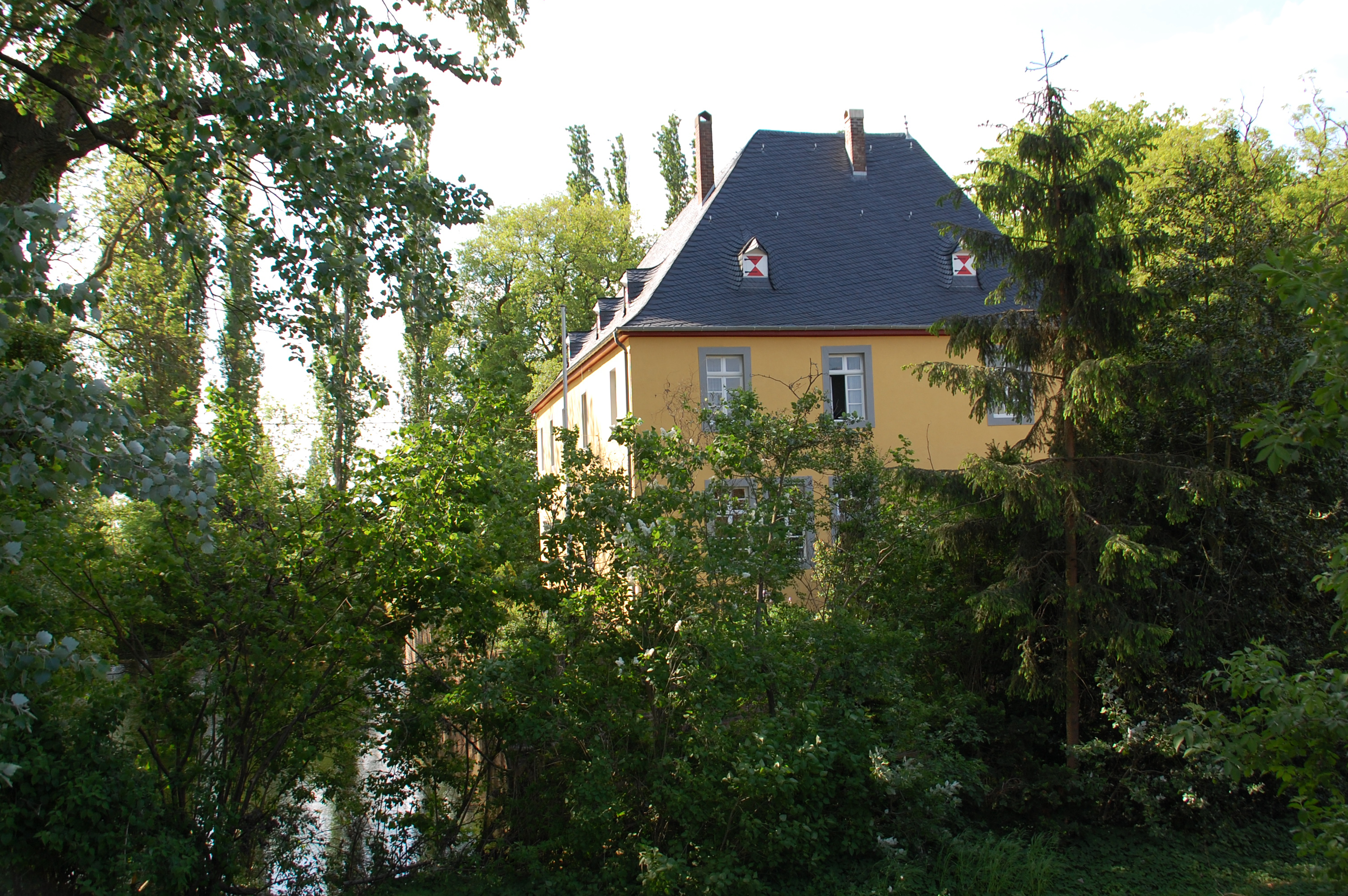
Burg Niederberg

Niederberg, das erstmals um 1193 als Berg oder Berghe bei Friesheim in einer Aufzeichnung des Kölner Domdekans Ulrich erwähnt wird, war im Laufe der Jahrhunderte dem Besitz des Domdekans zugefallen und entwickelte sich zu einer eigenen Grundherrschaft. Mittelpunkt der Grundherrschaft war der Fronhof, der von einem Villicus oder Schultheißen verwaltet wurde. Die heutige Burg Niederberg ist ein Nachfolgebau des früheren Fronhofes, zu dem auch eine Kirche gehörte, die Pfarrkirche wurde, und eine spätere Mühle in der Nähe der Burg, die Dreikönigenmühle. Sie wird 1407 erstmals genannt. In der Säkularisation wurde sie 1802 als geistlicher Besitz beschlagnahmt und verkauft. Heute ist das alte Mühlenhaus abgerissen, und die Hofgebäude sind zu einer Wohnanlage umgebaut worden.
Da das Domkapitel als geistliche Institution keine Todesurteile fällen durfte, setzte es Vögte ein, zu deren Aufgaben der Schutz der Menschen und die Rechtsprechung gehörten. In Niederberg war der Graf, später der Herzog von Jülich Vogt. Bei der Einteilung der jülichschen Ämter kam Niederberg daher zum Amte Nideggen. Vergebens versuchte der Kölner Kurfürst Ernst nach dem Tode des Herzogs Johann Wilhelm von Jülich-Kleve-Berg 1609, die Vogtei als heimgefallenes Lehen zu erklären und Niederberg ins Amt Lechenich zu ziehen. Das Amt Nideggen mit Niederberg blieb beim Herzogtum Jülich-Berg.
Das Niederberger Gericht war besetzt mit dem Vogt (Untervogt) des Grafen von Jülich, mit Schultheiß und sieben Schöffen, die vom Domdekan bestellt wurden. Das Gericht hatte das Recht, Todesurteile auszusprechen. Verbrecher wurden in Nideggen vernommen aber in Niederberg verurteilt. Bei Todesurteilen musste der Domdekan den Galgen stellen, der Herzog von Jülich bezahlte den Scharfrichter. In der Franzosenzeit wurde bei der Neuordnung der Gerichte 1798 das Niederberger Gericht aufgehoben und die kleinen Rechtsfälle dem Friedensgericht in Lechenich zugewiesen. Für Kriminalfälle war das Gericht in Köln zuständig. Als 1798/1800 Verwaltungsbezirke nach französischem Vorbild geschaffen wurden, bildeten die Gemeinde Niederberg mit Borr und Friesheim eine Mairie im Kanton Lechenich. Die Mairie blieb in preußischer Zeit als Bürgermeisterei, dann als Amt weiter bestehen bis zur kommunalen Verwaltungsreform und der Bildung der Stadt Erftstadt 1969.

### 19. Jahrhundert
Im 19. Jahrhundert wurde durch den Ausbau der Kommunalstraße von Lommersum über Friesheim nach Lechenich ein Anschluss an die Bezirksstraße geschaffen. Auch der Feldweg nach Borr wurde als Straße ausgebaut. Die Rodung des Niederberger Busches begann. Große Teile wurden von dem Kölner Bürger Anton Guffanti erworben, der dort 1863 den Gertrudenhof erbauen ließ. Kurz vor dem Ersten Weltkrieg wurde Niederberg an das elektrische Stromnetz angeschlossen. Um diese Zeit wurde auch eine Wasserleitung gelegt.

### Die Bürgermeister von Niederberg
| von    | bis    | Name                         |
| ------ | ------ | ---------------------------- |
| (1824) |        | Ernest Schüffelgen           |
| 1846   | 1850   | Joh. Jos. Prinz              |
| 1850   | 1880   | Franz Schüffelgen            |
| 1881   | 1893   | Franz Speuser                |
| 1894   | 1906   | Stephan Verheyen             |
| 1906   | 1924   | Eduard Speuser               |
| 1924   | 1927   | Matthias Jos. Firmenich      |
| 1927   | 1928   | Albert Speuser               |
| 1929   | 1933   | Johann Schein                |
| 1933   | (1943) | Josef Bommers                |
| 1945   |        | Andreas Kolvenbach           |
| 1946   | 1948   | Bernhard Pfennings           |
| 1946   | 1947   | Hubert Efferz                |
| 1947   | 1964   | Konrad Fey                   |
| 1964   | 1967   | Josef Bommers                |
| 1967   | 1969   | Quirin Misselich (1923–2013) |
| 1969   | 1989   |                              |
| 1989   | 2020   | Klaus Bruske                 |
| 2020   | Heute  | Markus Janser                |

### Schule
Nach der Einführung der allgemeinen Schulpflicht besuchten die Niederberger Kinder die Schule in Borr, bis Niederberg 1859 eine eigene Schule erhielt. 1868 wurde ein Schulgebäude gebaut, das später durch einen Anbau erweitert wurde. Nach der Schulreform von 1968 wurde die Schule geschlossen. Das Schulgebäude wird heute als Dorfgemeinschaftshaus genutzt, im Anbau befindet sich ein privat betriebenes Kino.

### Bevölkerung
Wie vor dem Ende Kurkölns, so waren auch im 19. und 20. Jahrhundert bis nach dem Zweiten Weltkrieg die Einwohner Niederbergs fast alle Kleinbauern. Die Berufe haben sich in den folgenden Jahrzehnten verändert. Die kleinbäuerlichen Familien, die sich von der Landwirtschaft ernährten, gehen heute einem anderen Broterwerb nach. Sie arbeiten überwiegend außerhalb des Ortes.

### Eingemeindung
Am 1. Juli 1969 wurde Niederberg nach Erftstadt eingemeindet.

## Kirchen

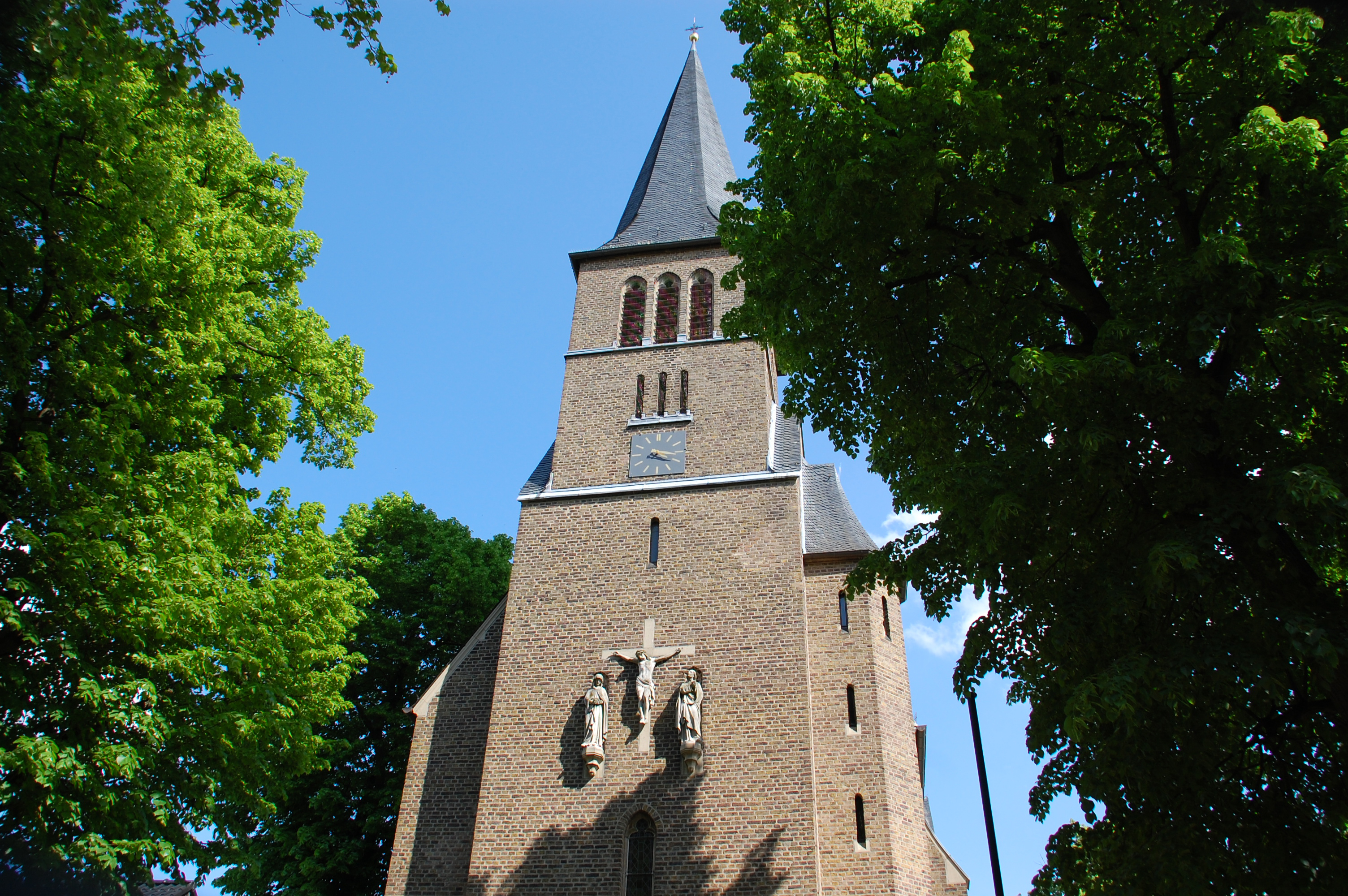
Kirche St. Johann Baptist Niederberg

Niederberg hat heute zwei Kirchen: St. Johannes Enthauptung wurde im 11. Jahrhundert als einfache Saalkirche erbaut. Im Innern finden sich im Chor spätgotische Malereien der Kölner Malerschule. Sie wird nur noch gelegentlich kirchlich genutzt. Die neue Kirche St. Johannes der Täufer wurde 1910–1913 nach Plänen des Kölner Dombaumeisters Bernhard Hertel als neugotische Saalkirche erbaut. Das Geld zum Bau der Kirche hatte Guffanti der Kirchengemeinde testamentarisch vermacht.
1926 veräußerte die Pfarrgemeinde ein „Tüchlein“ mit einem Krippenbild aus der Lochnerschule an das Kölner Diözesanmuseum.

## Infrastruktur und Verkehr
In den letzten Jahrzehnten wurde in Niederberg Bauland ausgewiesen. Am Rande des alten Ortes entstanden neue Wohnhäuser. Hatte Niederberg um 1800 etwa 190 Einwohner, so sind es heute mehr als 500. Dennoch wurden die wenigen Läden und Gaststätten im Dorf mittlerweile geschlossen. Die Einwohner sind zum Einkaufen auf die Nachbarorte angewiesen.
Niederberg ist durch die VRS-Buslinie 807 der RVK von Lechenich nach Euskirchen an den Öffentlichen Personennahverkehr angeschlossen. Zusätzlich verkehren einzelne Fahrten der auf die Schülerbeförderung ausgerichteten Linien 974 und 984.
| Linie | Betreiber | Verlauf |
| ----- | --------- | --- |
| 807   | RVK       | Euskirchen Bf – Frauenberg – Oberwichterich / (← Oberelvenich ← Rövenich ← Niederelvenich) – Wichterich – Mülheim – Niederberg – Borr – (Scheuren ← Weiler in der Ebene ← Erp ←) Friesheim – Ahrem – Lechenich – Frauenthal – Liblar – Erftstadt Bf |
| 974   | REVG      | Stadtverkehr Erftstadt |
| 984   | RVK       | Swisttal / Erftstadt / Zülpich – Weilerswist |

Die Internet-Anbindung via DSL war bisher aufgrund zu weiter Entfernungen zu den nächsten Vermittlungsstellen nicht ausreichend gegeben. Der kleine Anbieter EFN eifel-net Internet-Provider GmbH hat zwar in den 2000er-Jahren einen rudimentären Ausbau seines Angebots CuDSL durch Technikgehäuse im Ort durchgeführt, der allerdings nur in den besten Fällen maximal 50 Mbit/s im Download anbieten kann, meist jedoch deutlich weniger. Außerdem sind viele Anwohner mit den Drossel-Tarifen und dem schlechten Kundenservice dieses Anbieters unzufrieden gewesen. Seit 2018 baut allerdings Vodafone FTTH aus, wodurch der bisher jahrelang unterversorgte Ort bandbreitentechnisch einen sehr großen Sprung macht und Gigabit-Anschlüsse angeboten werden können.

## Persönlichkeiten
- Petrus Bodenheim (vor 1652–1688), Pfarrer in Marmagen, Prior, Kanoniker
- Herbert Feuerstein (1937–2020), deutscher Journalist und Kabarettist[9]